# Jussy (Aisne)
Jussy ist eine französische Gemeinde mit 1.186 Einwohnern (Stand: 1. Januar 2022) im Département Aisne in der Region Hauts-de-France; sie gehört zum Arrondissement Saint-Quentin und zum Kanton Ribemont. 

## Geografie
Die Gemeinde Jussy liegt etwa 14 Kilometer südsüdwestlich von Saint-Quentin in der Landschaft Noyonnais am Saint-Quentin-Kanal. Nachbargemeinden von Jussy sind Clastres im Norden, Montescourt-Lizerolles im Nordosten, Remigny im Osten, Mennessis im Südosten, Frières-Faillouël im Süden, Flavy-le-Martel im Westen sowie Saint-Simon im Nordwesten.

## Bevölkerungsentwicklung
| Jahr                       | 1962 | 1968 | 1975 | 1982 | 1990 | 1999 | 2006 | 2012 | 2022 |
| Einwohner                  | 1168 | 1094 | 1242 | 1194 | 1247 | 1289 | 1250 | 1229 | 1186 |
| Quellen: Cassini und INSEE |      |      |      |      |      |      |      |      |      |

## Sehenswürdigkeiten

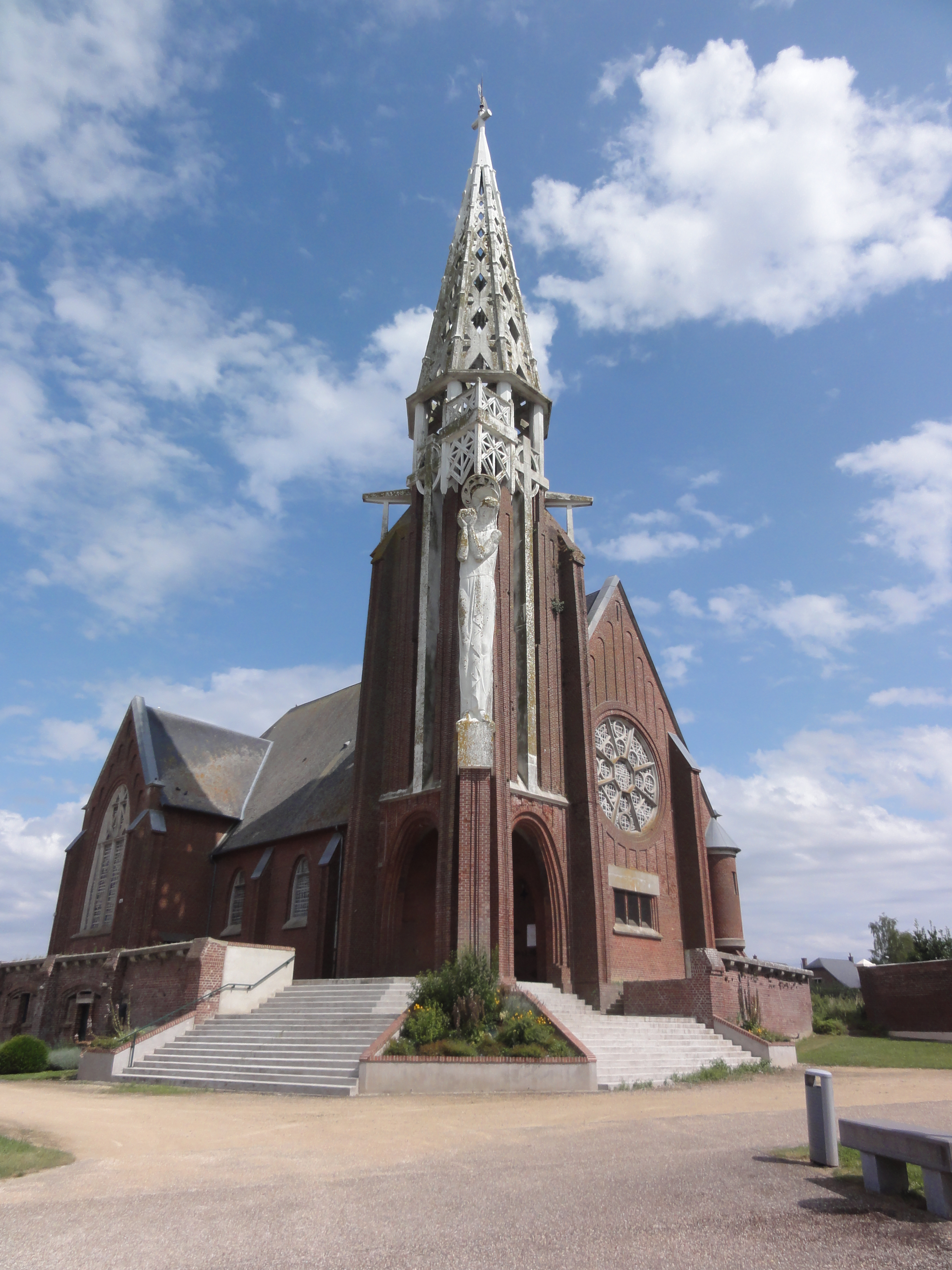
Kirche Saint-Quentin
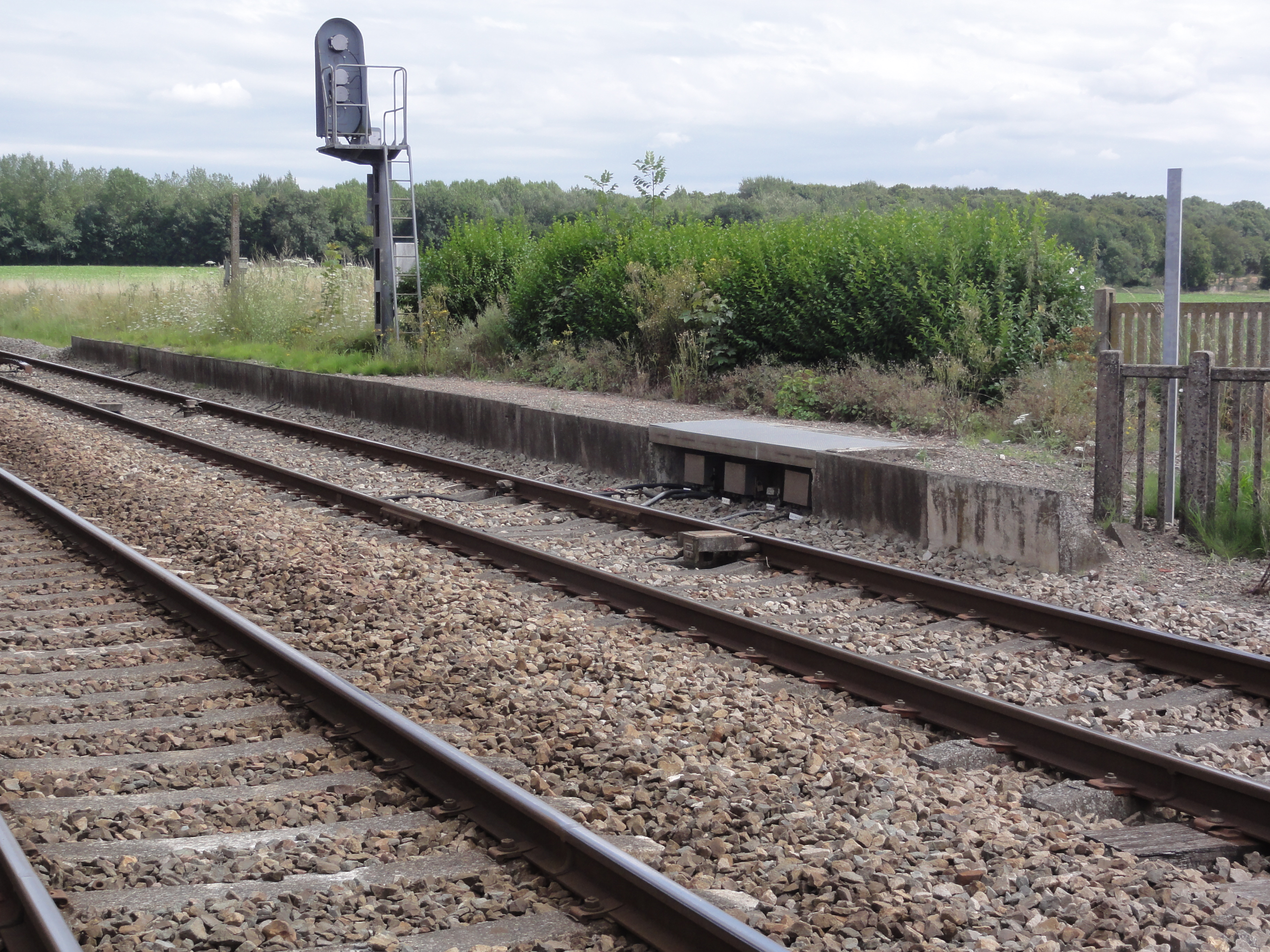
Ehemaliger Bahnhaltepunkt Jussy
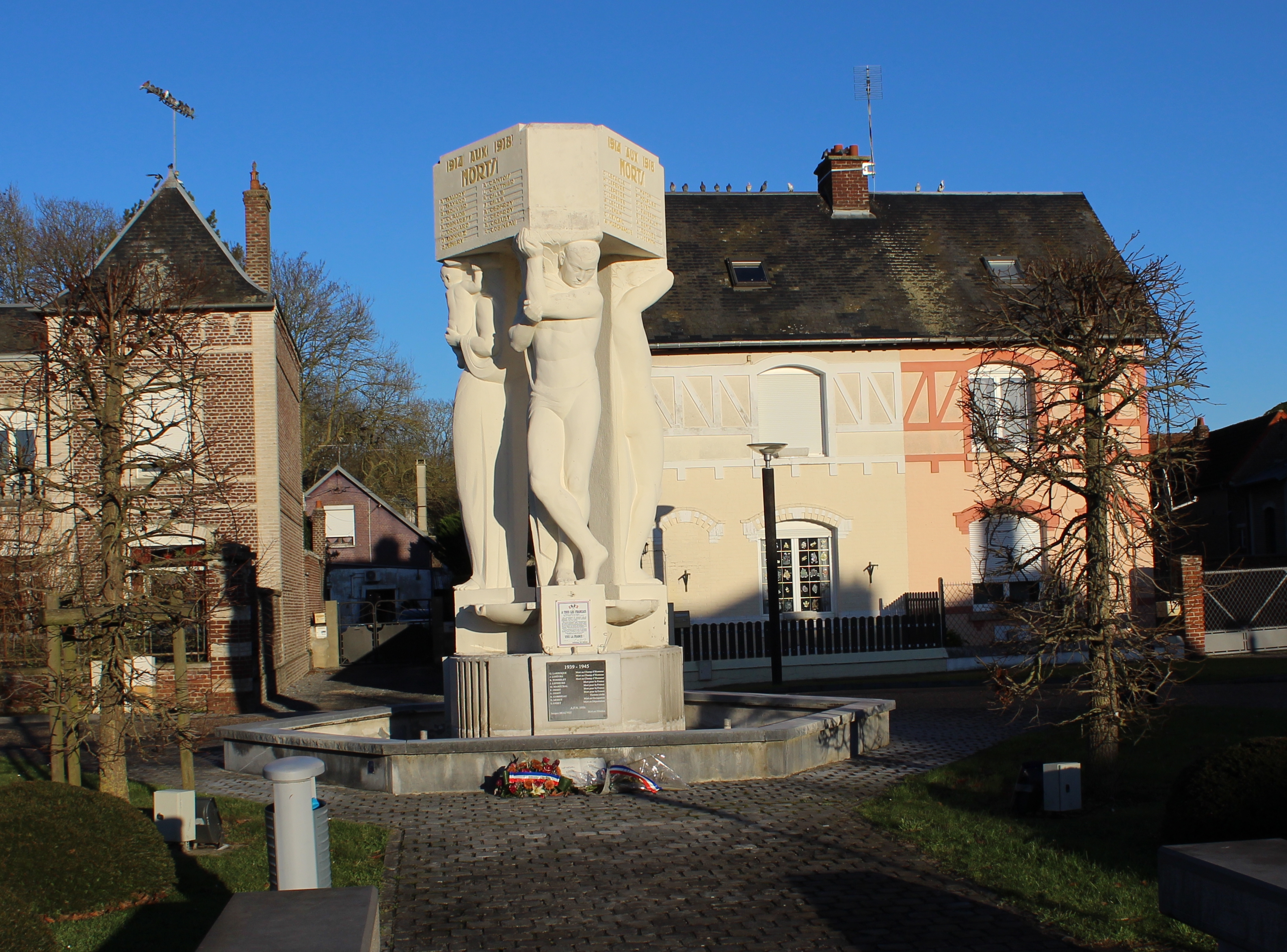
Gefallenendenkmal

- drei Wassertürme

- Kirche Saint-Quentin
- Ehemaliger Bahnhaltepunkt Jussy
- Gefallenendenkmal